# Koifhus
Das Koifhus (elsässerdeutsch Koifhus »Kaufhaus«, französisch Koïfhus oder Ancienne Douane »alter Zoll«) ist ein historisches Bauwerk in Colmar. Es ist im gotischen Stil gebaut, später in Renaissance erweitert und umgebaut worden. Es ist das älteste öffentliche Bauwerk der Stadt.

## Ort
Das Koifhus steht an der Grand-Rue 29 in Colmar.

## Nutzung

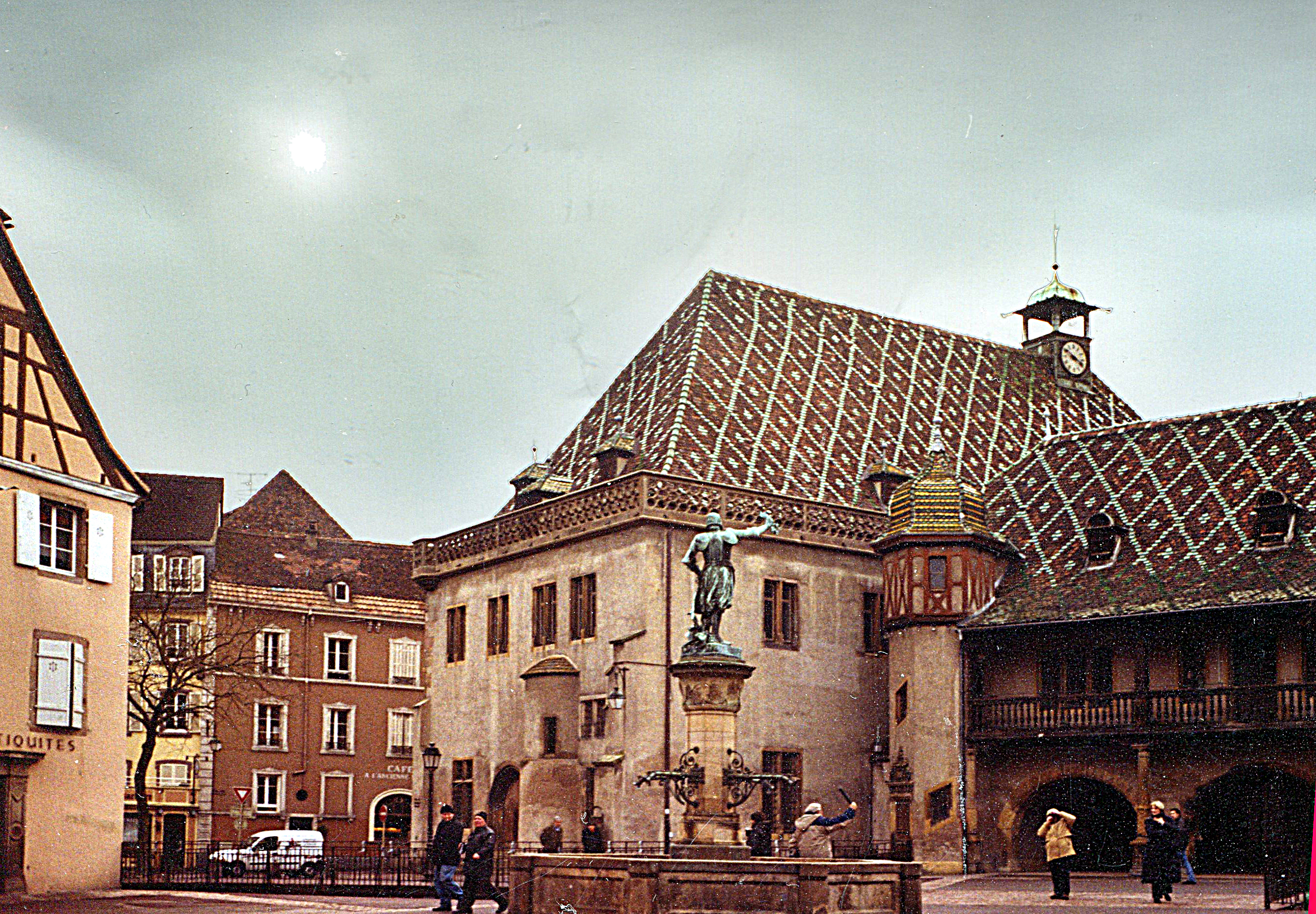

Heute finden im Koifhus Ausstellungen statt, gelegentlich wird es auch für Marktstände verwendet.